# Jerusalem (roman)
Denna artikel handlar om romanen Jerusalem. för andra betydelser av ordet Jerusalem, se Jerusalem (olika betydelser).
Jerusalem är en roman i två delar av den svenska författarinnan Selma Lagerlöf, utgiven 1901–1902. Den är inspirerad av Jerusalemsfararna, en verklig skara människor som 1896 gav sig av från Nås i Dalarna till den heliga staden. Boken har filmatiserats vid minst tre tillfällen.

## Beskrivning
Jerusalem utspelar sig i Dalarna och i Jerusalem under 1800-talet, där man får följa några människor och deras närstående under flera år. Selma Lagerlöf skriver om många olika personer ur olika generationer, bland annat om dem som lever på den stora Ingmarsgården, där man får bekanta sig med deras, inte alltid så okomplicerade, relationer till varandra.
Boken är delvis inspirerad av den religiösa grupperingen helgumianerna och deras emigration till Jerusalem år 1896. Selma Lagerlöfs berättelse har gett upphov till Ingmarsspelen som varje sommar uppförs i Nås.
I Jerusalem anslöt sig svenskarna till "The American Colony" som utövade välgörenhet för stadens invånare. Namnet The American Colony finns kvar, men bärs idag av en hotellrörelse.
| ”                            | Amen, amen! sade bönderna den ene efter den andre. Och deras hjärtan fylldes av en så stark förtröstan, att de kände det, som om de hade kunnat gå på vattnet. | „ |
| – Selma Lagerlöf, Jerusalem, | |   |

## Handling

### Första boken - I Dalarne
Ingmarsönerna har ägt Ingmarsgården  ”ända sedan hedenhös tid”. De är kända för att vara rättrådiga och gudfruktiga, och folket i bygden vänder sig ofta till dem för att få hjälp. Den äldsta sonen kallas alltid Ingmar och gårdens överhuvud kallas av tradition Stor Ingmar. Detta är dock ett smeknamn som han först måste förtjäna genom att uträtta ett stordåd, och det är folket på gården och i socknen som bestämmer när han är värdig namnet.
Inledningen i den första boken följer en Ingmars väg till att bli Stor Ingmar. Det är en berättelse om försoning mellan honom och hans före detta fästmö Brita, som utan hans vetskap tvingades till att acceptera hans frieri och i förtvivlan ströp deras nyfödda barn som hämnd. Ingmar slits mellan bitterhet och skuldkänslor för att han själv drev henne till dådet. När hon avtjänat sitt fängelsestraff lyckas de efter en del turer slutligen förlåta varandra, tala ut och odla en varm relation.
Handlingen flyttar sedan flera årtionden framåt i tiden, och när Stor Ingmar avlider blir hans son den Ingmar Ingmarsson som berättelsen följer. Hans syster Karin gifter sig med en man vid namn Eljas, som visar sig vara en suput, och hon skickar Ingmar till skolmästarens hem för att skydda Ingmar från Eljas dåliga inflytande. Ingmar växer upp förälskad i skolmästarens dotter Gertrud. När Eljas avlider visar det sig att han ställt till ekonomin så illa att Ingmarsgården är svårt skuldsatt, men Karins andre make Halvor köper den fri.
Vid en danstillställning hos torparen Stark Ingmar drar en tromb förbi och ställer till med stor förödelse. Ungdomarna i stugan tycker sig höra djävlar och demoner skrika omkring dem, och Karin blir så förskräckt att hon blir förlamad i benen. Den fasansfulla upplevelsen hjälper till att bana väg för väckelserörelsernas intåg i bygden, och en länge väntad strid uppstår mellan den gamla och nya tron.
Stark Ingmars dotter kommer tillbaka från Amerika med sin make Hellgum, som börjar samla folk omkring sig i en sekt. De kallas ”Hellgumianerna” och menar sig ha funnit den enda sanna tron. Karin och Halvor ansluter sig också sedan Karins förlamning släppt efter att Hellgum besökt henne. Alla som inte ansluter sig anses som syndare och måste förkastas, vilket sliter isär familjer.
Ingmar värjer sig och det blir värre när även Gertrud dras till sekten. Men Ingmar får Hellgum att lämna socknen och återvända till Amerika efter att ha räddat hans liv från tre uppretade män. Utan sin ledare börjar sekten fallera och töms på medlemmar, men några år senare kommer ett brev från Hellgum till de som ännu är trogna, med en kallelse till dem att komma till Jerusalem och ansluta sig till en sekt med liknande idéer.
De som hörsammar kallelsen börjar sälja sina gårdar för att ha råd med resan, däribland även Karin och Halvor. Ingmar, som planerat sitt bröllop med Gertrud, får ett erbjudande av häradsdomaren Sven Persson – Sven köper gården och skänker den till Ingmar, om han i gengäld gifter sig med Svens dotter Barbro. Till en början vägrar Ingmar, men under auktionen blir han så förtvivlad att han går med på affären.
Gertrud är på väg att bli tokig av sorg, men efter en religiös uppenbarelse där hon ser Jesus släpper hennes bitterhet och hon ansluter sig åter – till Ingmars förfäran – till Hellgumianerna.
Boken slutar med den högtidliga och sorgsna avresan genom bygden. Den sista meningen är ett klagorop från barnen, som vid järnvägsstationen försöker rymma och vandra tillbaka till socknen – ”Vi bryr oss inte om att fara till Jerusalem. Vi vill gå hem.”

### Andra boken - I Jerusalem
Bönderna når Jerusalem och ansluter sig till Gordonisterna, som lever tillsammans i en koloni ledda av Mrs Gordon. Kolonin arbetar med att ge stöd och utbildning till fattiga, men trots deras goda arbete sprids det rykten om att de lever i synd och de motarbetas och avskys av många.
Det svåra klimatet tär hårt på svenskarna och många av dem avlider, däribland Halvor efter att ha hittat sin döda dotter uppvräkt ur sin grav och slängd i en hög tillsammans med andra avlidna Gordonister.
De onda ryktena når ända till Sverige och nämndemansdottern Gunhild får ett brev om att hennes mor dött efter att ha hört talas om hur kolonin lever. Gunhild går därefter ut på de heta gatorna och dör av solsting. Även Gertrud lider svårt av hur allmänheten i Jerusalem ser på henne och de andra Gordonisterna, och sluter sig i en drömvärld för att hantera det. Varje morgon går hon till Oljeberget och sitter där på knä för att invänta Jesus återkomst.
Mellan Gertrud och Gabriel, som var förälskad i Gunhild, börjar ett starkt vänskapsband spira då de stöttar varandra. Gabriel räddar Gertruds liv när hon ligger febrig, genom att med en berättelse lura henne att dricka vatten hon tidigare uppfattat som förorenat.
Så en dag anländer Ingmar Ingmarsson oväntat till kolonien. Han är ditskickad av sin hustru Barbro för att hämta hem Gertrud så att han kan gifta sig med henne. Ingmars och Barbros relation var frostig i början men de har kommit närmare varandra genom att se varandras smärta. Trots detta vill Barbro skiljas – hon vet att Ingmar inte ville gifta sig med henne utan bara gjorde det för att rädda familjegården. Själv bär hon på en plågsam ångest för den förbannelse som sägs vila över hennes släkt, som det även sprids rykten om. Alla flickor födda av hennes familj blir vackra och kloka, men sönerna föds blinda. Hon lever i skräck för att föra denna förbannelse till den legendariska Ingmarsätten.
Ingmar lider av att han inser att hans kärlek för Gertrud svalnat – han älskar nu istället Barbro. Men han måste fullgöra sitt uppdrag i Jerusalem. Han tvingar Gertrud att vakna ur sina drömmerier. När hon tror sig ha sett Jesus i levande livet bevisar han för henne att mannen i fråga är en dervish, som endast leder sina lärjungar i vilda danser. Efter det slutar hon även att gå till Oljeberget, men hon känner bara bitterhet för Ingmar. Gabriel, som oroat sig för henne, är däremot tacksam.
Ingmar inspirerar även till nya tag i kolonin, och räddar den då den hotas inifrån av en konspiration.
I en strid med gravskändare får Ingmar sitt ena öga utstucket och det andra drabbas av en sjukdom – risken att han blir blind tvingar honom att avresa, och därmed lyckas det honom slutligen att övertala Gertrud att följa med honom till Sverige. Även Gabriel följer med dem.
De anländer till hembygden under pågående gudstjänst där Gertrud och Garbriel ansluter sig till sina respektive föräldrar i kyrkan. Ingmar skyndar sedan hemåt och får veta av Barbro att Stark Ingmar ligger för döden. Under Ingmars frånvaro har Barbro fött en son som hon tror är blind, och därför har hon spridit ut att hon varit otrogen. Sonen konstateras dock kunna se och Barbro ser förbannelsen som bruten tack vare Ingmars resa till Jerusalem. Makarna förenas och avstår från att skiljas. Stark Ingmar, som väntat  på att Ingmar ska återvända ”från vallfarten”, kan slutligen somna in.

## Verkligheten bakom boken - Jerusalemsfararna från Nås 1896 och kolonin i Jerusalem
Den 23 juli 1896 bröt 37 människor upp från Nås socken i Dalarna för att resa till Jerusalem och invänta Kristi återkomst. Med på resan fanns bland andra Olof Henrik Larsson, född i Grundsund och utvandrad till Amerika, en sjöman som blivit väckelsepredikant. I Jerusalem väntade Anna Spafford och hennes koloni, vilka i Lagerlöfs bok går under namnet Gordonisterna.
Larsson kom till Nås (hans hustru Matilda Helgstens hemort) från Chicago 1889 och började då samla folk omkring sig. I Chicago ledde han redan en församling som levde i egendomsgemenskap, det vill säga att ingen medlem hade egna pengar eller ägodelar utan allt delades av alla. Larsson och hans följeslagare ansåg sig ha funnit den enda sanna läran, och alla som inte följde den ansågs vara förtappade syndare. Olika väckelserörelser arbetade under denna tid i hela landet med att dra till sig medlemmar från Svenska kyrkan, bland annat fribaptisterna och missionsföreningen. Larsoniterna var bland de minsta religiösa rörelserna, som mest 50 medlemmar. Larsson återvände efter en tid till Chicago för att återförena sig med sin äldre församling, men höll brevkontakt med medlemmarna i Nås.
Det var i Chicago som Olof Henrik Larsson hösten 1895 kom i kontakt med Anna Spafford. Han greps starkt av hennes ”gudomliga budskap”. Anna Tubena Larsen-Spafford var född i Stavanger 1842 och kom redan som treåring med föräldrarna till Chicago. År 1861 gifte Anna sig med sin fjorton år äldre söndagsskollärare, Horatio Spafford, en lovande advokat. Under en resa till Storbritannien år 1870 kom Horatio i kontakt med en säregen religiös grupp i Skottland, som hade professor Piazza Smyth som sin apostel. Denne var en av de mest kända ”pyramidologerna” med Cheopspyramiden som ”facit” hade han fastställt Jesu återkomst till år 1881.
I februari 1896 kom ett brev från Larsson till församlingen i Nås, med en kallelse att resa till Jerusalem och tillsammans med Chicagoförsamlingen ansluta sig till Spaffords koloni. De som valde att resa sålde allt de ägde till den gemensamma kassan. Larsson återvände till Nås från Jerusalem tillsammans med Anna Spaffords fosterson Jacob för att hämta Nåsbönderna.
Enligt historiska ögonvittnesskildringar utbröt ett fruktansvärt åskväder just när hästskjutsarna med resenärerna hade lämnat bygden, med hagelkorn stora som duvägg.
Kolonin i Jerusalem arbetade med att ge hjälp till sjuka och fattiga, och hjälpte alla oavsett härkomst och trosuppfattning. Inom själva kolonin rådde dock stränga regler och sjukvård var förbjudet då tron allena skulle vara läkare. Detta kombinerat med det hårda, ovana klimatet i det nya landet ledde till att många av de svenska utvandrarna avled. 
Anna Spafford förbjöd inte bara kolonins medlemmar från att söka vård och använda mediciner vid sjukdom. Hon ogiltigförklarade även alla existerande äktenskap, och inga nya fick ingås. Celibattvånget upplöstes dock 1904 när Spaffords dotter Berta ville gifta sig.
Larsson, som tidigare hade varit den självklare ledaren i Chicago och Nås, förlorade snabbt sin höga position och försköts längre och längre bort. Han gavs arbete som kittelflickare och förvisades slutligen till sin verkstad i ett plåtskjul, där hans hustru en morgon hittade honom död, på knä och med Bibeln uppslagen på bordet med 1 kor. 13, ”kärleken är tålig och mild” understruket.
Anna Spafford drabbades 1922 av ett slaganfall. Hon repade sig men fick ytterligare ett 1923, och avled några veckor senare. Utan hennes stränga ledarskap började gemenskapen krackelera. Hennes dotter Berta Wester tog över ledarskapet, och umgänge med fester och alkohol infördes. Hennes man höll i den gemensamma kassan, och paret använde kolonins medel för att bekosta sina barns utbildning i Amerika. När nya lagar med krav på ekonomiska redovisningar infördes i Palestina, försökte familjen Wester lösa detta genom att på eget bevåg ombilda kolonin till ett bolag, Wester & C:o.
Hol Lars Larsson hade kommit till kolonin från Nås som femtonåring och arbetat som fotograf och guide. Han kallade sig senare Lewis Larsson, och blev efter första världskriget svensk konsul i Jerusalem. När celibattvånget avskaffats gifte han sig med Edith Larsson, Olof Larssons dotter. När senare missnöjet mot familjen Wester växte blev han och hans hustru drivande i frågan om medlemmarnas rätt mot ledningen. Det hela ledde till en skiljedom där kolonin/bolagets egendomar och affärsföretag delades mellan medlemmarna, och kolonin upplöstes.

## Filmatiseringar

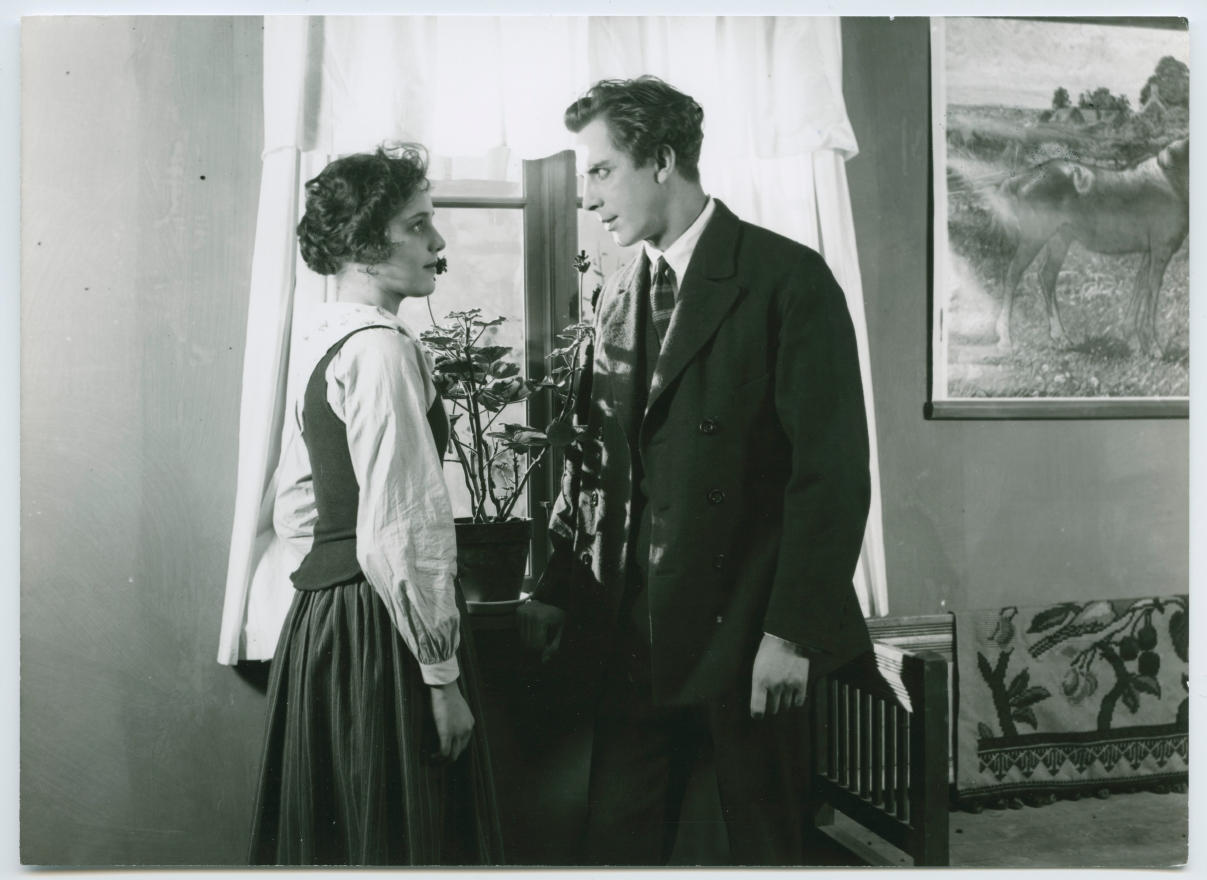
Mona Mårtenson och Lars Hanson som Gertrud och Ingmar i filmen Ingmarsarvet

Boken har blivit föremål för flera filmatiseringar. Här finns bland annat följande:
- 1918 – Ingmarssönerna, regi Victor Sjöström
- 1920 – Karin Ingmarsdotter, regi Victor Sjöström
- 1925 – Ingmarsarvet, regi Gustaf Molander
- 1926 – Till Österland, regi Gustaf Molander
- 1996 – Jerusalem, regi Bille August